# André Perpète
André Perpète (Aarlen, 16 maart 1956) is een Belgisch politicus van de PS.

## Levensloop
Hij studeerde rechten, waarna hij advocaat werd aan de balie van Aarlen.
In 1979 werd Perpète politiek actief voor de PS. Hij werd voorzitter van de PS-jongerenafdeling van de Luxemburg en was voor de partij van 1983 tot 1992 gemeenteraadslid van Aarlen, waar hij van 1985 tot 1992 schepen was. Van 2006 tot 2018 was hij er opnieuw gemeenteraadslid en schepen.
In 1987 werd hij verkozen tot provincieraadslid van Luxemburg en van 1992 tot 2003 was hij bestendig afgevaardigde van de provincie. Daarna zetelde hij van 2003 tot 2010 in de Kamer van volksvertegenwoordigers. Van 2011 tot 2014 was hij opnieuw Kamerlid ter vervanging van Philippe Courard, die staatssecretaris werd in de regering-Di Rupo. Bij de wetgevende verkiezingen van mei 2014 was Perpète geen kandidaat meer.